# Seznam dirkačev Formule 1 (Z)
| Dirkač             | Sezone               | Naslovi | Nastopi | Dirke | Pole | Zmage | Stopničke | N. krogi | Točke |
| ------------------ | -------------------- | ------- | ------- | ----- | ---- | ----- | --------- | -------- | ----- |
| Alessandro Zanardi | 1991-1994, 1999      | 0       | 44      | 41    | 0    | 0     | 0         | 0        | 1     |
| Emilio Zapico      | 1976                 | 0       | 1       | 0     | 0    | 0     | 0         | 0        | 0     |
| Ricardo Zonta      | 1999-2001, 2004-2005 | 0       | 37      | 36    | 0    | 0     | 0         | 0        | 3     |
| Renzo Zorzi        | 1975-1977            | 0       | 7       | 7     | 0    | 0     | 0         | 0        | 1     |
| Ricardo Zunino     | 1979-1981            | 0       | 11      | 10    | 0    | 0     | 0         | 0        | 0     |